# انتخابات مجلس مؤسسان نخست ایران
انتخابات مجلس موسسان نخست ایران در ۱۲ آبان ۱۳۰۴ با فرمان وزارت داخله برگزار شد. در این انتخابات علی‌اکبر داور و حزب تجدد به همراهی محمد تدین نایب رئیس مجلس شورای ملی نقش مهمی ایفا کردند.

## روند برگزاری انتخابات
انتخابات مجلس موسسان نخست ایران در ۱۲ آبان ۱۳۰۴ با فرمان وزارت داخله برگزار شد و فرمان حکومت نظامی در هنگام برگزاری انتخابات در سراسر کشور متوقف گشت. مجلس مؤسسان که آیین‌نامه آن و به کوشش علی‌اکبر داور ترتیب داده شد؛ بنا به گفته باقر عاقلی پژوهشگر تاریخی، داور با کمک دوستانش لیستی از افراد و علما و روحانیونی را که سابقهٔ مخالفت با رضاخان را نداشتند برای نمایندگی مجلس گردآوری نمود که از جملهٔ آنان می‌توان به محمدحسین یزدی ندوشنی، ابوالقاسم کاشانی، میرزا شهاب کرمانی و شیخ ضیاالدین کیانوری اشاره کرد.

حسین مکی در کتاب تاریخ بیست ساله ایران آورده‌است:
انتخابات مجلس مؤسسان شروع گردید، در تهران و شهرستان‌ها از طرف عمال سردار سپه و مأمورین شهربانی و قشونی فعالیت زیادی ابراز می‌شد کسانی حق داشتند انتخاب شوند که در لیست و صورت اسامی دولت صورت داده شده بودند. این لیست را شهربانی و داور و چند نفر دیگر تهیه کرده بودند، در تهران مأمور انتخاب اشخاص در لیست شهربانی بود ولی در شهرستان‌ها مأمورین انتخاب افراد در صورت مزبور روسای قشونی بودند.
در تهران که مرکز ایران بود و قاعدتاً بایستی انتخاباتش ولو به صورت ظاهر هم شده آزاد باشد اعمال نفوذ کردند و از انتخاب اشخاصی که واقعاً دارای آرای طبیعی بودند جداً جلوگیری نمودند و به همین لحاظ هم مشیرالدوله، موتمن‌الملک، مستوفی الممالک، مصدق السلطنه، مدرس، تقی‌زاده و غیره که در موقع تغییر سلطنت روی موافقی نشان نداده بودند، انتخاب نشدند و در عوض کسانی انتخاب شدند که به‌طور قطع اگر انتخابات آزاد بود از بیست و چهار نفر شاید دو یا سه نفر آن‌ها انتخاب نمی‌شدند. زیرا منتخبین مجلس مؤسسان غالباً دارای حسن شهرت و سوابق روشن که مورد اعتماد عمومی باشند نبوده و مردم آنها را به خوبی نمی‌شناختند.
در انتخابات تهران چیزی که در تسریع عمل شهربانی در انتخابات و در انتخاب افراد مورد نظر واقع گردید، بی اعتنایی مردم نسبت به انتخابات مجلس مؤسسان بود. چه غالب اهالی تهران چون باطناً از سردار سپه دل خوشی نداشته و نسبت به انقراض قاجاریه هم با تنفر می‌نگریستند و می‌دانستند نتیجه انتخابات مجلس مؤسسان چه خواهد بود از شرکت در انتخابات خودداری کرده مأمورین شهربانی هم مغتنم شمرده هرکس را می‌خواستند پای صندوق انتخابات برده مانند ادوار بعد هر لیستی را دست آنها می‌دادند مجبور بودند در صندوق بیندازند. در ولایات نیز شدیدتر از تهران با مردم رفتار کردند.
به‌طور کلی کسانی باید انتخاب می‌شدند که اگر وکیل مجلس شورای ملی هم بودند، از وکلایی یاشند که طرح راجع به تغییر سلطنت را قبل از طرح در مجلس امضا کرده باشند یا از کسانی باشند که قبلاً قول رای سلطنت پهلوی را داده باشند.
به این کیفیت انتخابات به جریان افتاد و همان اشخاص که می‌خواستند از صندوق‌ها بیرون آوردند.